# Witold Maliszewski
Witold Maliszewski (en russe : Витольд Осипович Малишевский, Vitold Ossipovitch Malichevski, en ukrainien : Вітольд Йосифович Малишевський), né le 20 juillet 1873 à Mohyliv-Podilskyï (Russie impériale, aujourd'hui en Ukraine) et mort le 18 juillet 1939 à Zalesie (Pologne), est un compositeur et chef d'orchestre polonais, premier recteur et fondateur du Conservatoire d'Odessa et professeur au Conservatoire de Varsovie, l’élève de Nikolaï Rimski-Korsakov.
Maliszewski est diplômé du Conservatoire de Saint-Pétersbourg, dans la classe de Nikolaï Rimski-Korsakov et Alexandre Glazounov. Il a été membre du groupe célèbre de compositeurs, le Cercle de Mitrofan Beliaïev. Maliszewski a été fondateur et premier recteur du Conservatoire d'Odessa (1913), qui a donné au monde un certain nombre de musiciens remarquables, comme David Oïstrakh, Emil Gilels, Iakov Zak pour n'en nommer que quelques-uns.
Après la révolution russe, en raison de la menace imminente de persécution, Maliszewski a immigré en Pologne en 1921. En 1925-1927, Maliszewski, qui enseignait à l'École de musique de Chopin, a été le directeur de la Société de musique de Varsovie. En 1927, il fut le président du Concours international de piano Frédéric-Chopin. De 1931 à 1934, Maliszewski, a été directeur du département de musique au Ministère polonais de l'Éducation. De 1931 à 1939, il a été professeur au Conservatoire de Varsovie.
Élèves : Witold Lutoslawski, Mykola Vilinsky (en), Bolesław Woytowicz, Feliks Roderyk Łabuński, Feliks Rybicki.

## Œuvres
Musique pour la scène
- Boruta, ballet
- Syrena (La Sirène), opéra-ballet en 4 actes, Op. 24; livret de Ludomir Michał Rogowski

Musique orchestrale
- Symphonie nº 1 en sol mineur, Op. 8 (1902)
- Uwertura radosna (Ouverture joyeuse) en ré majeur, Op. 11 (1902)
- Symphonie nº 2 en la majeur, Op. 12 (1903)
- Symphonie nº 3 en ut mineur, Op. 14 (1907)
- Symphonie nº 4 en ré majeur (1925)[1]
- Symphonie nº 5
- Scherzo i Uwertura ku czci Schuberta (Scherzo et ouverture sur un thème de Schubert) (1928)
- Bajka (Conte de fées), Oр. 30 (1932)
- Legenda o Borucie (Légende de Borut), Op. 31  (ca.1932)

Musique concertante
- Fantazja kujawska, pour piano et orchestre (1928)[2]
- Concerto pour piano et orchestre en si bémol mineur, Op. 27 (1938)

Musique de chambre
- Sonate pour violon et piano en sol majeur, Op. 1 (1900)
- Quatuor à cordes nº 1 en fa majeur, Op. 2 (1903)
- Quintette à cordes en ré mineur (pour 2 violons, alto et 2 violoncelles), Op. 3 (1904)
- Quatuor à cordes nº 2 en ut majeur, Op. 6 (1905)
- Quatuor à cordes nº 3 en mi bémol majeur, Op. 15 (1914)
- Quatre morceaux pour violon et piano, Op. 20 (ca. 1910, publ. 1923)

Piano
- Prélude et fugue fantastique en si bémol mineur, Op. 16

Musique chorale
- Requiem (1930)
- Missa Pontificalis (1930)

## Discographie
- 2014 : Musique pour violon et piano - Acte Préalable AP0285
- 2014 : Musique de chambre vol. 1 - Acte Préalable AP0327
- 2015 : Musique pour piano - Acte Préalable AP0320
- 2017 : Musique de chambre vol. 2 - Acte Préalable AP0376
- 2021 : Œuvres symphoniques - DUX